# Saint-André-de-la-Marche
Pour les articles homonymes, voir Saint-André.
Saint-André-de-la-Marche est une ancienne commune française située dans le département de Maine-et-Loire, en région Pays de la Loire, devenue le 15 décembre 2015 une commune déléguée au sein de la commune nouvelle de Sèvremoine.

## Géographie

### Localisation
Ce village angevin se situe dans la région des Mauges, à une dizaine de kilomètres nord-ouest de Cholet,. Historiquement, Saint-André-de-la-Marche se situe aux confins des trois provinces : Poitou, Anjou et Bretagne. C'est cette position si particulière sur ce que l'on nomme alors les Marches ou Frontières qui en fera un bureau de la gabelle.

## Toponymie et héraldique

### Toponymie
Ses habitants sont appelés les Andréatains.

### Héraldique
| Blason de Saint-André-de-la-Marche | Blason  | D'argent au sautoir alésé de gueules, clouté en cœur de deux pièces du même rangées en pal, cantonné au premier de deux marches, la plus haute à dextre sommée d'un panneau frontalier, l'autre sommée d'un sac de sel et au râteau de paludier (las) posé en pal à senestre, au deuxième d'une abeille, au troisième de trois rochers isolés, rangés en pal, celui du milieu plus grand que les autres, au quatrième d'une charrue, le tout d'or ; flanqué en pal à senestre de sable à la fleur de lis d'or ; le tout sommé d'un chef de sable chargé d'une chaussure antique d'or ; au franc-canton senestre d'azur chargé d'une étoile d'argent. |
| Blason de Saint-André-de-la-Marche | Détails | Le statut officiel du blason reste à déterminer. |

## Histoire

### Préhistoire et Antiquité
Plusieurs menhirs, aujourd'hui détruits, ont été signalé sur le territoire de la commune (Pierre levée de la Blouère, Pierre droite, Pierre levée du Coureau, menhir incertain de Bellevue). Une cinquantaine de haches polies ainsi que deux haches en bronze et des silex taillés indiquent la présence humaine dans le secteur.
Il y avait à trois kilomètres Espetvan lieu planté de taillis, aujourd'hui Saint-Macaire en Mauges, et à trois ou quatre lieues Ségora (Fief Sauvin - Villeneuve). Sur l'antique voie qui conduisait de Poitiers à Nantes, Saint-André était la dernière étapes des pictons avant d'entrer chez les Andécaves ou les Namnètes, une station frontière qu'évoquait déjà sans doute son nom celtique. Il est possible que le territoire ait été habité par le peuple gaulois des Ambiliatres.

### Moyen Âge
La première mention historique de la paroisse se trouve dans un cartulaire de l'évêché de Poitiers, le Grand Gauthier : Parochia Sancti Andrœ. Il existait également aux Archives du Maine-et-Loire, série E1123, un acte passé en août 1259 entre Guy de Chemillé et Renauld de la Barre, lequel acquiert du premier "les herbages bois et près de la Gouberte situés en la paroisse de sancti andrœ". Dépendant en ce temps-là du diocèse de Poitiers, Saint-André par la suite fit partie, de 1317 à 1648, du diocèse de Maillezais, puis du diocèse de La Rochelle jusqu'au Concordat. Saint-André relevait du doyenné de Saint-Laurent-sur-Sèvre, et de l'archidiaconé de Fontenay-le-Comte.
Cotisation de la noblesse du pays des Mauges pour la rançon du roi Jean II après la Bataille de Poitiers 16 septembre 1356 : à la suite du traité de Brétigny le 8 mai 1360, la rançon de Jean II fut fixée à 3 millions d'écus d'or. La châtellenie de Montfaucon et de Beaupréau y contribuèrent selon leurs moyens, le 15 octobre 1360 fut décidée la levée des fonds sur le pays des Mauges, ce document mentionne le nom des familles des Mauges qui y contribuèrent.

### Ancien Régime
Lorsque de nouvelles divisions géographiques et administratives apparurent vers la fin du Moyen Âge, Saint-André devint alors de la Marche. Car la localité s'insérait dans les marches communes de Poitou et d'Anjou, ce qui lui valut d'être tiraillée pendant plusieurs siècles entre les lois et coutumes de deux provinces différentes et livrée à l'arbitraire d'une jurisprudence entortillée et coûteuse. Aux XVIIe et XVIIIe siècles les faux sauniers pulluleront à Saint-André. En Poitou, pays redimé de gabelle, forte était la tentation de se procurer à très bon marché un sel amené de Bretagne par la Renaudière, pour aller le revendre avec gros bénéfice à Cholet et surtout à Saint-Macaire qui était d'Anjou, pays de grande Gabelle où le sel coûtait fort cher. Aussi la brigade de gabelous établis par le Roi dans leur Bourg avait elle fort à faire avec les Marchetons de Saint-André, comme on appelait jadis les gens des marches.

#### Une brigade de Gabelous
C'est dans la première moitié du XVIIe siècle que fut établie à Saint-André une brigade de gabelous chargée de veiller sur l'impôt du sel jusqu'en 1764.
- 1669 : Capitaine François Johanneau, archers Jean Profilet, Vincent Gautier, Louis Norlet, Louis Girard.
- 1677 : Capitaine Robert Herlé, archer Claude Tixier, employés :
  - François Guérin dit « La Pierre » du Languedoc, décédé le 20 octobre 1691 à 65 ans ;
  - Christian Edet, de Mortagne, décédé la même année neuf jours plus tard ;
  - Pierre Aubineau tué en 1700 aux Landes Pesseaux.
- 1691 : Capitaine Pierre Masson, employés Lucien Godaille, mort en 1695 à 35 ans, Pierre Laumonnier.
- 1693 : Capitaine Mathurin Troussard, employés Michel Durand et Louis Drillaud, de Parthenay.
- 1698 : Capitaine Jacques de Brière, Employé René Gallard.
- 1700 : Lieutenant René de la Masière, employés Louis Fournereau, René Declaret.
- 1702 : Employés Louis Brillouet natif de Vendée, et Pierre Richou.
- 1703 : Lieutenant Jean Néel de Beauregard, employés Jean-baptiste Quiord et Gervais Duveau, Julien Bruneau mort à 36 ans.
- 1708 : Capitaine Étienne Crestien, employés Paul Séverac, Charles Caillaud, René Blondeau, Jean Lemay.
- 1710 : Capitaine Guillaume-charles Lepelletier Sieur du Haut-Birard, employés Mathurin Dugast, René Barnabé du Vineau, Claude Poulain, Jacques Biron.
- 1718 : Employés Jacques Legrand et Pierre Brillet.
- 1726 : Louis Chaillou.
- 1760 : Lieutenant Nicolas Le Normand, employés René Bonvalet, François Pavy, Julien Gaudinière.
- 1762 : Lieutenant René Jouanne, employés Julien Gaudinière, François Chassereul, mort à 36 ans.
- 1764 : Lieutenant Nicolas Lesquevin, employés Pierre Fortin, Jean Coanon, Gabriel Chauvin.

À la limite de Saint-André, faux-sauniers et gabelous eurent souvent des rixes très sanglantes et même mortelles au lieu-dit, et si bien nommé depuis, le Carrefour Rouge.

### Époque contemporaine
En 2014, un projet de fusion de l'ensemble des communes de l'intercommunalité se dessine. Le 2 juillet 2015, les conseils municipaux de l'ensemble des communes du territoire communautaire votent la création d'une commune nouvelle baptisée Sèvremoine pour le 15 décembre 2015, dont la création a été officialisée par arrêté préfectoral du 5 octobre 2015.

## Politique et administration

### Administration municipale

#### Administration actuelle
Depuis le 15 décembre 2015, Saint-André-de-la-Marche constitue une commune déléguée au sein de la commune nouvelle de Sèvremoine et dispose d'un maire délégué.
| Période                                  | Période     | Identité       | Étiquette | Qualité |
| ---------------------------------------- | ----------- | -------------- | --------- | ------- |
| 15 décembre 2015                         | 26 mai 2020 | Denis Sourice  |           |         |
| 26 mai 2020                              |             | Thierry Lebrec |           |         |
| Les données manquantes sont à compléter. |             |                |           |         |

### Ancienne situation administrative
La commune est membre en 2015 de la communauté de communes de Moine-et-Sèvre, elle-même membre du syndicat mixte Pays des Mauges. La création de la commune nouvelle de Sèvremoine entraîne sa suppression à la date du 15 décembre 2015, avec transfert de ses compétences à la commune nouvelle.
Jusqu'en 2014, Saint-André-de-la-Marche fait partie du canton de Montfaucon-Montigné et de l'arrondissement de Cholet. Dans le cadre de la réforme territoriale, un nouveau découpage territorial pour le département de Maine-et-Loire est défini par le décret du 26 février 2014. La commune est alors rattachée au canton de Saint-Macaire-en-Mauges, avec une entrée en vigueur au renouvellement des assemblées départementales de 2015.

### Jumelages
La commune de Saint-André-de-la-Marche est jumelée avec le village de Nassington, dans le Northamptonshire en Grande-Bretagne (100 km au nord de Londres).

## Population et société

### Démographie
La population de St-André croît régulièrement depuis 30 ans. Le recensement de 2004 donne une population municipale de 2 650 habitants et une population totale de 2 716 habitants. Le dernier recensement a eu lieu en janvier 2009. Les résultats sont en cours de validation par l'INSEE. La population municipale s'élèverait à 2 755 habitants et la population totale à 2 810 habitants.
Le nombre de logements sur la commune augmente aussi régulièrement : 624 en 1990, 812 en 1999, 935 en 2004 et 1015 en 2009.

### Évolution démographique
L'évolution du nombre d'habitants est connue à travers les recensements de la population effectués dans la commune depuis 1793. À partir du 1er janvier 2009, les populations légales des communes sont publiées annuellement dans le cadre d'un recensement qui repose désormais sur une collecte d'information annuelle, concernant successivement tous les territoires communaux au cours d'une période de cinq ans. 
Pour les communes de moins de 10 000 habitants, une enquête de recensement portant sur toute la population est réalisée tous les cinq ans, les populations légales des années intermédiaires étant quant à elles estimées par interpolation ou extrapolation. Pour la commune, le premier recensement exhaustif entrant dans le cadre du nouveau dispositif a été réalisé en 2004,.
En 2013, la commune comptait 2 874 habitants, en évolution de +4,81 % par rapport à 2008 (Maine-et-Loire : +3,3 %, France hors Mayotte : +2,49 %).
| 1793  | 1800 | 1806 | 1821 | 1831  | 1836  | 1841  | 1846  | 1851  |
| ----- | ---- | ---- | ---- | ----- | ----- | ----- | ----- | ----- |
| 1 303 | 800  | 779  | 820  | 1 049 | 1 045 | 1 062 | 1 106 | 1 114 |

| 1856  | 1861  | 1866  | 1872  | 1876  | 1881  | 1886  | 1891  | 1896  |
| ----- | ----- | ----- | ----- | ----- | ----- | ----- | ----- | ----- |
| 1 203 | 1 139 | 1 148 | 1 127 | 1 067 | 1 082 | 1 040 | 1 006 | 1 005 |

| 1901 | 1906 | 1911  | 1921  | 1926  | 1931  | 1936  | 1946  | 1954  |
| ---- | ---- | ----- | ----- | ----- | ----- | ----- | ----- | ----- |
| 951  | 993  | 1 126 | 1 115 | 1 130 | 1 044 | 1 088 | 1 058 | 1 175 |

| 1962  | 1968  | 1975  | 1982  | 1990  | 1999  | 2004  | 2009  | 2013  |
| ----- | ----- | ----- | ----- | ----- | ----- | ----- | ----- | ----- |
| 1 176 | 1 253 | 1 324 | 1 604 | 1 955 | 2 417 | 2 650 | 2 754 | 2 874 |

### Pyramide des âges
La population de la commune est relativement jeune. Le taux de personnes d'un âge supérieur à 60 ans (13,4 %) est en effet inférieur au taux national (21,8 %) et au taux départemental (21,4 %).
Contrairement aux répartitions nationale et départementale, la population masculine de la commune est sensiblement égale à la population féminine.
La répartition de la population de la commune par tranches d'âge est, en 2008, la suivante :
- 49,7 % d’hommes (0 à 14 ans = 25,3 %, 15 à 29 ans = 18,4 %, 30 à 44 ans = 22,9 %, 45 à 59 ans = 22,1 %, plus de 60 ans = 11,3 %) ;
- 50,3 % de femmes (0 à 14 ans = 25,6 %, 15 à 29 ans = 16,2 %, 30 à 44 ans = 23,2 %, 45 à 59 ans = 19,6 %, plus de 60 ans = 15,5 %).

| Hommes | Classe d’âge | Femmes |
| ------ | ------------ | ------ |
| 0,2    | 90 ans ou +  | 1,0    |
| 3,7    | 75 à 89 ans  | 6,8    |
| 7,4    | 60 à 74 ans  | 7,7    |
| 22,1   | 45 à 59 ans  | 19,6   |
| 22,9   | 30 à 44 ans  | 23,2   |
| 18,4   | 15 à 29 ans  | 16,2   |
| 25,3   | 0 à 14 ans   | 25,6   |

| Hommes | Classe d’âge | Femmes |
| ------ | ------------ | ------ |
| 0,4    | 90 ans ou +  | 1,1    |
| 6,3    | 75 à 89 ans  | 9,5    |
| 12,1   | 60 à 74 ans  | 13,1   |
| 20,0   | 45 à 59 ans  | 19,4   |
| 20,3   | 30 à 44 ans  | 19,3   |
| 20,2   | 15 à 29 ans  | 18,9   |
| 20,7   | 0 à 14 ans   | 18,7   |

## Économie
À fin d'année 2008, il y avait 136 activités sur la commune (commerçants, artisans, entreprises, services privés, agriculture ainsi que des services publics et associatifs). L'ensemble de ces activités générait 846 emplois. Courant 2007, un centre commercial a été ouvert.
Sur 199 établissements présents sur la commune à fin 2010, 17 % relevaient du secteur de l'agriculture (pour une moyenne de 17 % sur le département), 15 % du secteur de l'industrie, 16 % du secteur de la construction, 44 % de celui du commerce et des services et 9 % du secteur de l'administration et de la santé.

## Culture locale et patrimoine

### Lieux et monuments
- L'étang, la zone de loisirs avec son lavoir restauré en 2006.
- Le musée des métiers de la chaussure[25].
- La réplique de la grotte de Lourdes, à la Censie.
- L'église Saint-André.

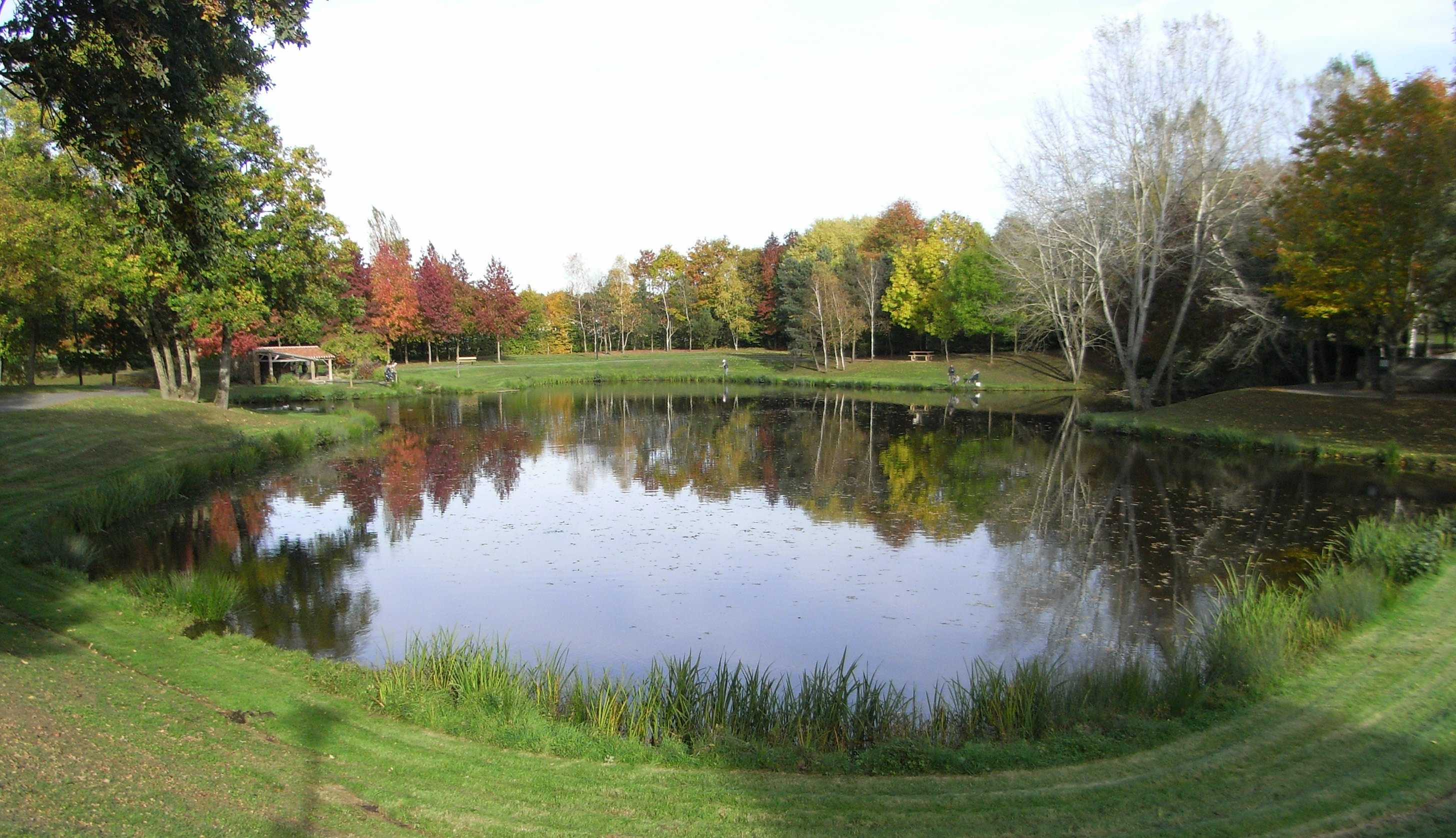
Parc municipal.
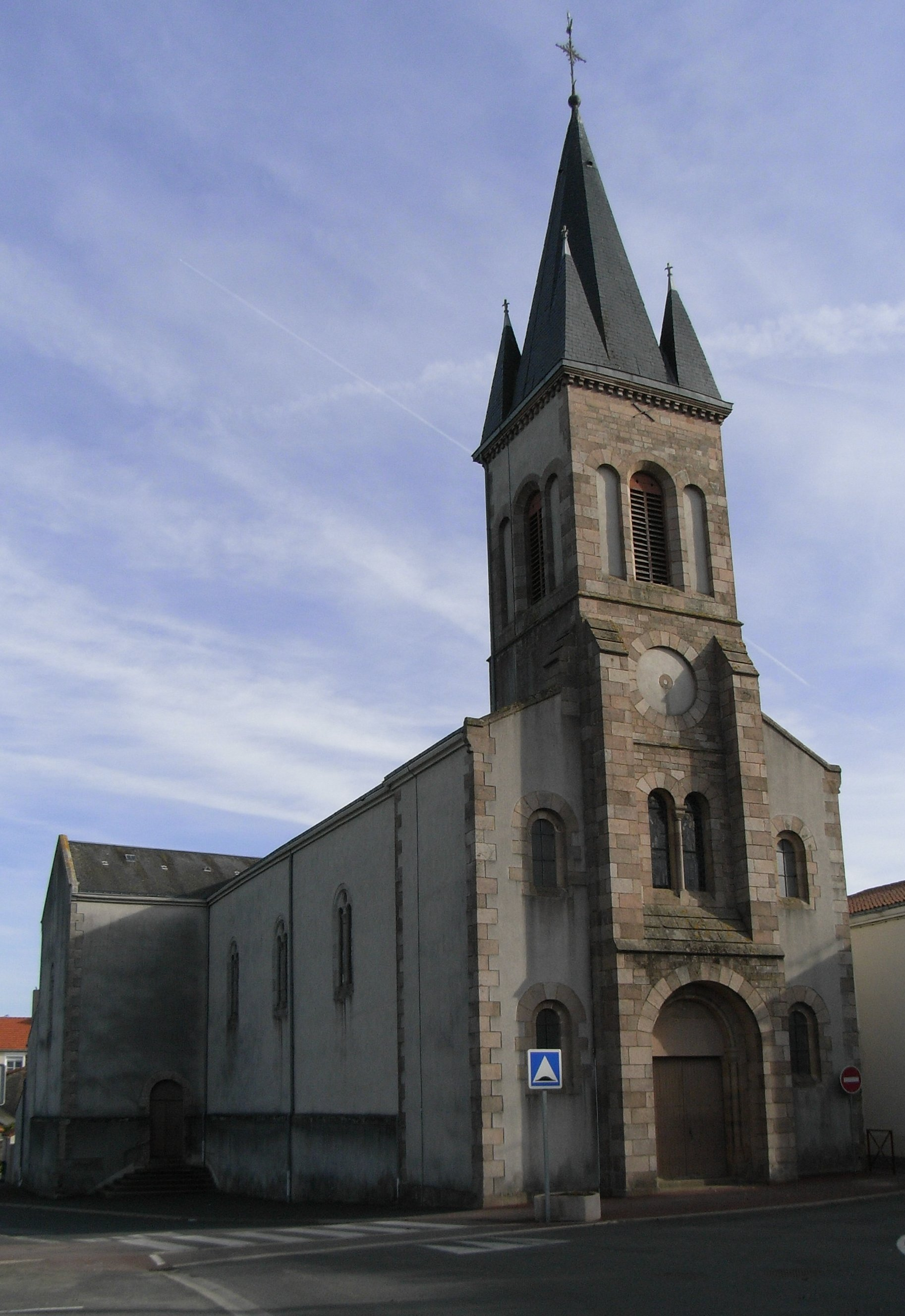
Église.
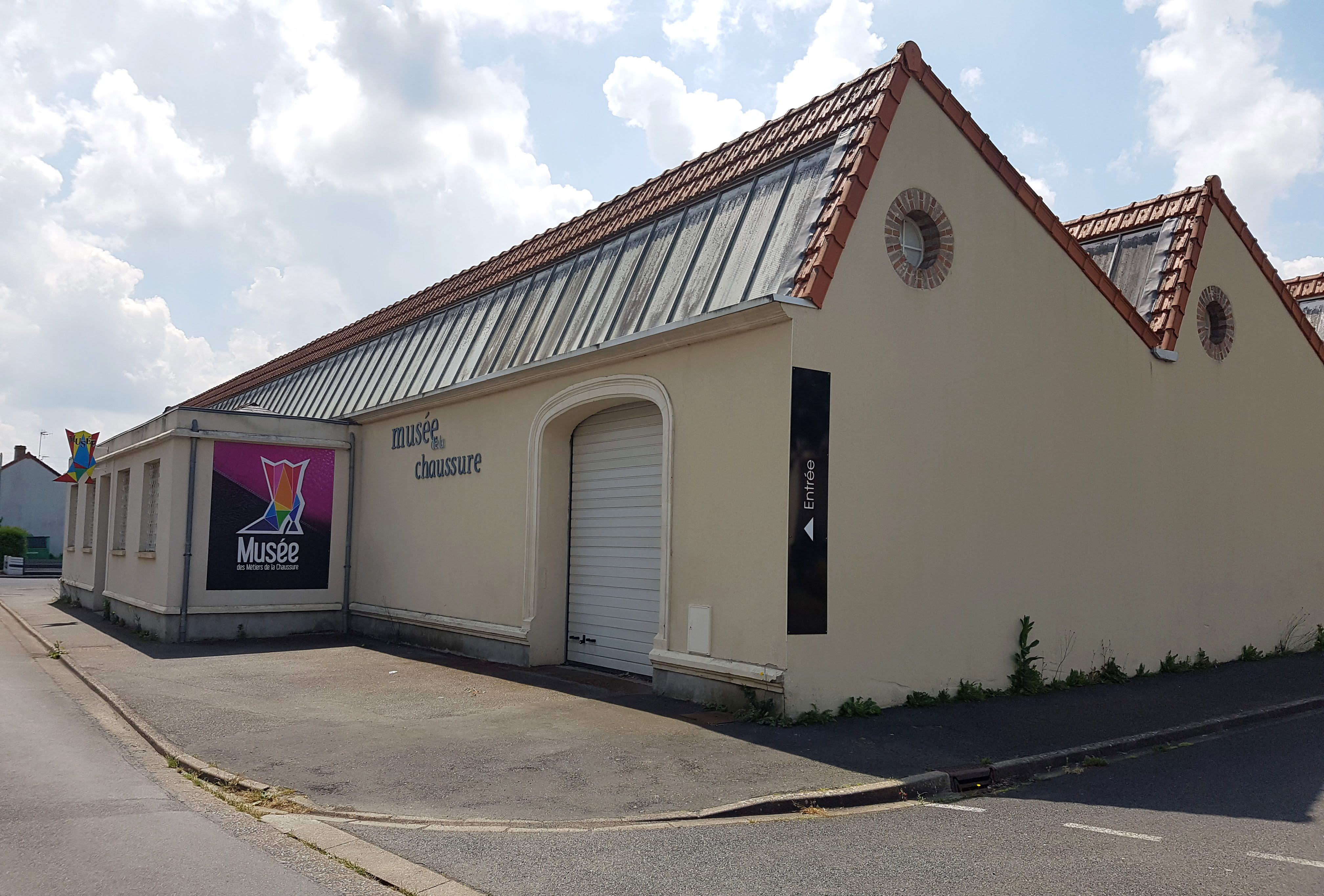
Musée des métiers de la chaussure.
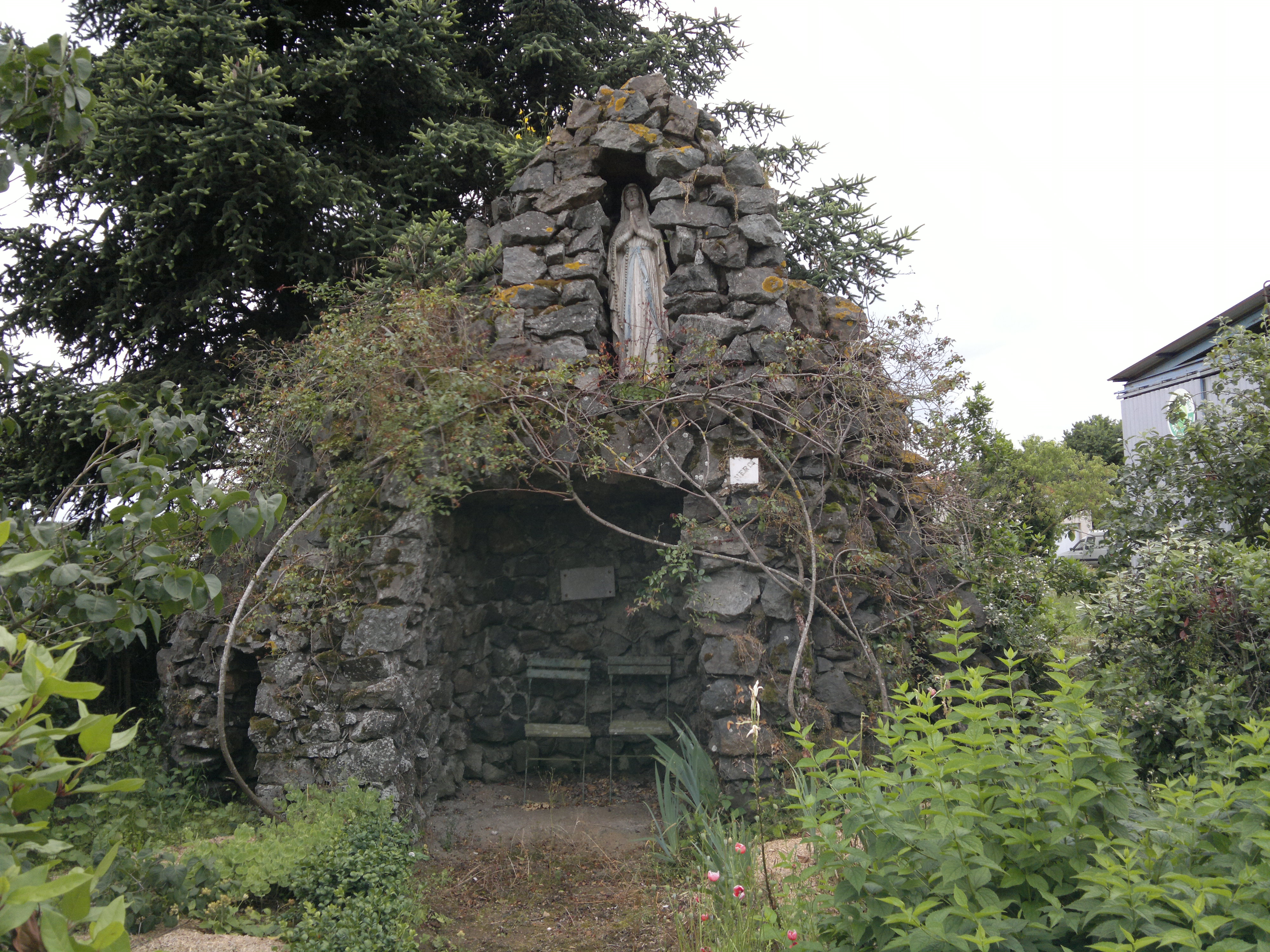
Réplique de la grotte de Lourdes, la Censie.

## Pour approfondir